# Matelea sylvicola
Matelea sylvicola är en oleanderväxtart som beskrevs av Louis Otho Otto Williams. Matelea sylvicola ingår i släktet Matelea och familjen oleanderväxter. Inga underarter finns listade i Catalogue of Life.